# Sweterek część 1, czyli 13 postulatów w sprawie rzeczywistości
Sweterek część 1, czyli 13 postulatów w sprawie rzeczywistości – pierwszy album solowy frontmana zespołu Ich Troje Michała Wiśniewskiego, wydany 21 lutego 2012 roku przez wytwórnię płytową EMI Music Poland. Album zawiera 13 premierowych kompozycji, utrzymanych w klimacie piosenki literackiej. Pierwszym singlem promującym płytę został utwór „Jaki pan, taki kram”.
Album powstał przy współpracy z muzykiem i poetą Andrzejem Wawrzyniakiem, liderem zespołu Drużyna Wawrzyna. Yach Paszkiewicz zrealizował dwa wideoklipy do utworów "Panie Stańczyk" i "Jaki Pan taki kram".
Płyta dotarła do 43. miejsca listy OLiS.

## Lista utworów
Sporządzono na podstawie materiału źródłowego.
1. „Piosenka o trzech krzyżykach”
2. „Tak trudno powiedzieć”
3. „A w sklepach tyle pomarańczy”
4. „Filozofia lunatyka”
5. „Bieda przychodzi nie w porę”
6. „Nie przynoście kwiatów poetom”
7. „O złocistym ptaku z czarnymi skrzydłami”
8. „Panie Stańczyk”
9. „Tam w ogrodach”
10. „Góra z górą zejdą się”
11. „O szczęście w pokera gram”
12. „Jaki pan, taki kram”
13. „Niech nadejdzie dobry czas”